# La muerte del corazón
La muerte del corazón es una novela de 1938 de Elizabeth Bowen ambientada en el período de entreguerras.  Trata de una huérfana de dieciséis años, Portia Quayne, que se traslada a Londres para vivir con su medio hermano Thomas y se enamora de Eddie, un amigo de su cuñada.
Bowen la llamó una novela de "antes de la guerra", "una novela que refleja la época antes de la guerra con su alta tensión, sus crecientes ansiedades y este gran énfasis en el individualismo. La gente era tan consciente de sí misma y de cada uno de ellos, y de sus relaciones personales porque pensaban que todo lo de ese tiempo pronto podría terminar". 

## Trama
Al comienzo de la novela, Portia se muda con Anna y Thomas Quayne después de la muerte de su madre. Portia es la media hermana de Thomas. El Sr. Quayne (el padre de Thomas) tuvo una relación extramatrimonial con Irene (la madre de Portia) mientras estaba casado con la madre de Thomas. Cuando Irene quedó embarazada y la señora Quayne se enteró, insistió en que él hiciera lo correcto: así, ante la inflexible insistencia de su propia esposa, el señor Quayne se divorció de la madre de Thomas y se casó con Irene. El señor Quayne, Irene y Portia abandonaron Inglaterra y viajaron por Europa como exiliados de la sociedad y de la familia Quayne, viviendo en el alojamiento más barato. Irene y Portia continuaron viviendo de esta manera hasta que, cuando Portia tenía 16 años, Irene murió. Portia fue enviada a vivir con Thomas y Anna después de la muerte de Irene. El plan era que ella se quedara con ellos durante un año, momento en el cual Portia se iría y se mudaría con la hermana de Irene (la tía de Portia).
Portia es una muchacha naturalmente torpe, y este aspecto de su personalidad se ha intensificado por su extraña infancia, que estuvo marcada por viajes constantes, cambios y extraños, y al mismo tiempo increíblemente aislada. Ella es excepcionalmente inocente en sus observaciones de las personas y está desconcertada por las inconsistencias entre lo que dicen y lo que hacen, y se pregunta por qué la gente dice cosas que no quieren decir. Lleva un diario que detalla las vidas de quienes la rodean, particularmente Anna, tratando de comprender la clave de las personas que cree que extraña. Anna encuentra y lee el diario de Portia; le indigna la idea de que la niña observe cada uno de sus movimientos y se enfurece por la niña con su amigo St. Quentin, un escritor y visitante frecuente de la casa de los Quayne. A lo largo de la novela queda claro que a Anna no le gusta Portia porque es extraña. Anna y Thomas generalmente se sienten incómodos con Portia en su casa, pero intentan arreglárselas. La envían a clases donde se hace amiga de una niña llamada Lilian.
El interés amoroso de Portia, si se puede decir que tiene uno, es un hombre llamado Eddie. Eddie trabaja en la agencia de publicidad de Thomas. También tiene una relación de coqueteo con Anna antes de la llegada de Portia. Eddie no ama realmente a Portia.
A mitad de la novela, Anna y Thomas se van de vacaciones a Italia y envían a Portia a vivir con la ex institutriz de Anna, la Sra. Heccomb, durante el viaje.
El clímax de la novela ocurre cuando St. Quentin, un amigo de Anna, le dice a Portia que Anna ha estado leyendo su diario. Como resultado de esto, Portia huye. Primero acude a Eddie, quien se siente abrumado por ella y la despide diciéndole que él es el amante de Anna (lo cual no es cierto). Portia luego se refugia con un conocido de Anna llamado Major Brutt. Portia va al hotel del mayor Brutt y le ruega que se escape con ella y se case con ella. El Mayor Brutt luego llama a Thomas y Anna para decirles dónde está Portia. La novela termina cuando Thomas y Anna envían a su doncella Matchett al hotel del Mayor Brutt para buscar a Portia.

## Recepción
La muerte del corazón ha sido nombrada como una de las 100 mejores novelas modernas, tanto por Time como por Modern Library.  

## Adaptación
La novela fue adaptada a una serie de televisión de 1986, protagonizada por Patricia Hodge y Miranda Richardson.